# 格雷格·范阿韦马特
格雷格·范阿韦马特（Greg Van Avermaet，1985年5月17日—）是一名比利时职业自行车车手。他在2016年夏季奧林匹克運動會中获得男子公路賽中金牌。
格雷格·范阿韦马特出生于一个爱好自行车家庭。他的父亲和祖父都是职业自行车车手。